# Тенчинский, Анджей (старший)

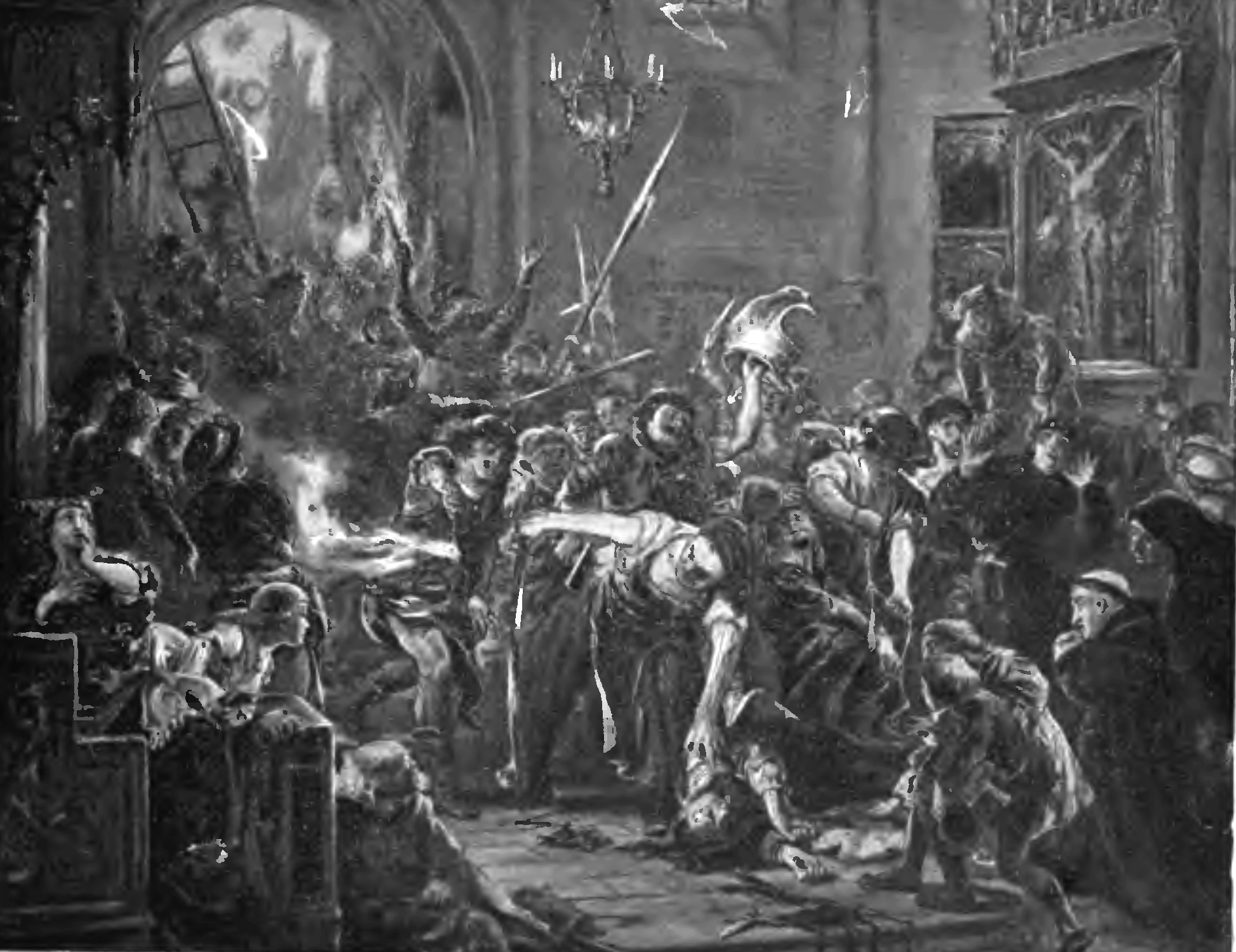
Убийство Анджея Тенчинского, художник Ян Матейко

Анджей Тенчинский (1412 или 1413 — 16 июля 1461) — краковский воевода. Один из польских командиров во время Тринадцатилетней войны, защищал город Краков от вторжения австрийского герцога Максимилиана. Выкупил у крестоносцев замок Мариенбург.
Растерзан разъяренной толпой после жестокого избиения им городского оружейника, о чём была сложена Песнь об убийстве Анджея Тенчинского.